# Michiyo Yagi

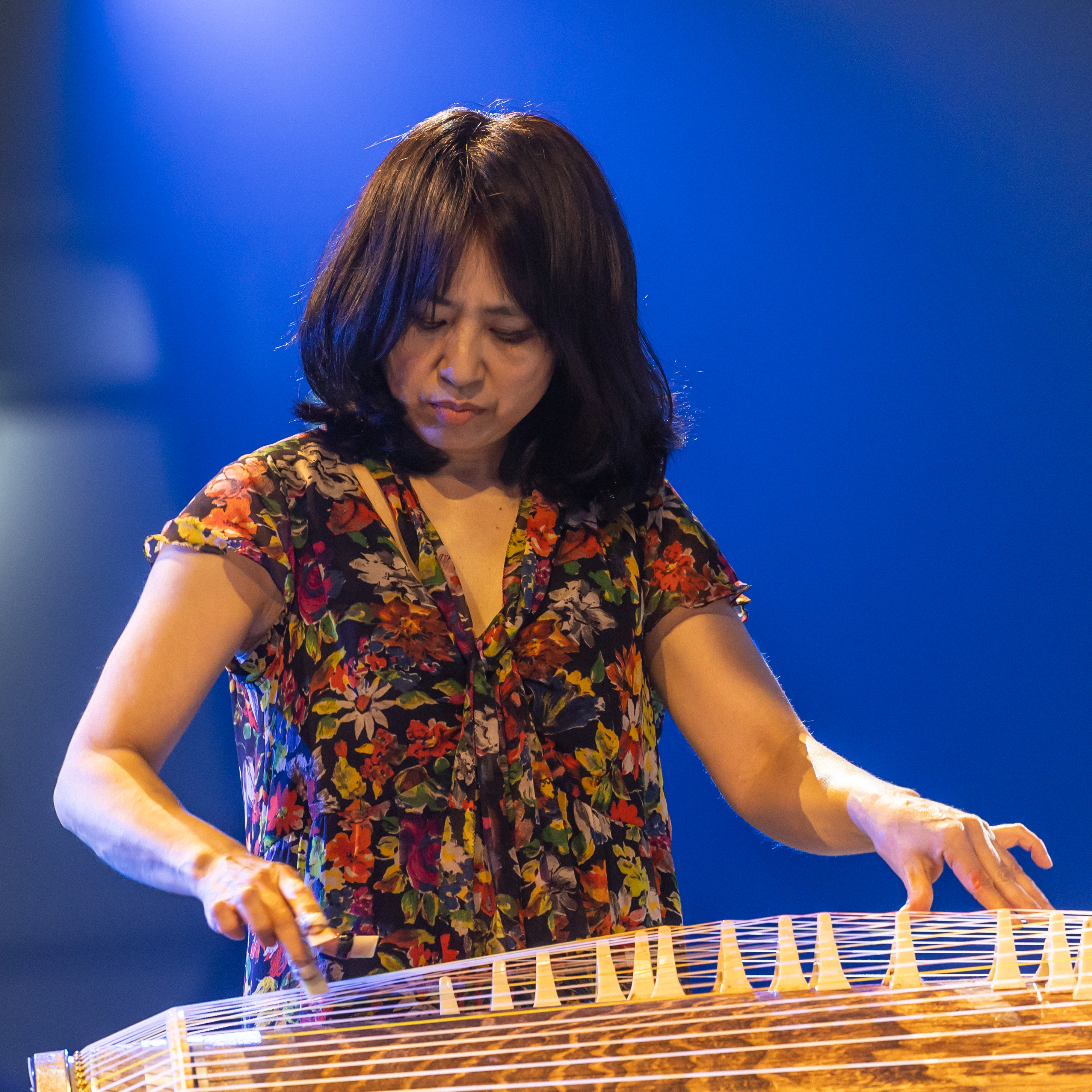
Michiyo Yagi (Moers 2024)

Michiyo Yagi (jap. 八木 美知依, Yagi Michiyo; * 1962 in Tokoname, Präfektur Aichi) ist eine japanische Koto-Spielerin, die in Europa vor allem im Bereich der Neuen Improvisationsmusik hervorgetreten ist.

## Wirken
Yagi lernte das japanische Zither-Instrument seit ihrem sechsten Lebensjahr. Nachdem sie ein erstes Studium auf dem Aichi Junior College abgeschlossen hatte, schrieb sie sich in die Kurse von NHK ein, um bis zum Examen 1986 bei Tadao Sawai, Kazue Sawai und Satomi Kurauchi tiefer als Kotospielerin ausgebildet zu werden. Mit dem Sawai Tadao Ensemble spielte sie die CD Koto (1988) ein, die vom japanischen Staat ausgezeichnet wurde. 1989 und 1990 war sie Gastprofessorin an der Wesleyan University, wo sie zahlreiche moderne Kompositionen für die Koto aufführte. Auch beschäftigte sie sich mit zeitgenössischen Komponisten wie John Cage und John Zorn. 1999 veröffentlichte sie ihr Soloalbum Shizuku auf dem Tzadik-Label. 2001 nahm sie mit dem Koto-Ensemble Paulownia Crush, mit dem sie 2004 auf Russland-Tournee war das Album Yural für East Works. Mit der Gruppe Kokoo nahm sie Rock-Titel auf traditionellen japanischen Instrumenten auf; mit Sachiko M gehörte sie zu der Avant-Pop-Band Hoahio. Weiterhin nahm sie mit der Popsängerin Ayumi Hamasaki auf.
International trat sie auf Festivals wie dem Vision Festival und dem Bang-on-a-Can-Festival in New York, dem Moers Festival, dem Festival International de Musique Actuelle de Victoriaville und bei Tokyo Summer auf. Mit John Zorn, Bill Laswell und Schlagzeuger Hideo Yamaki spielte sie 2002 in Japan. 2006 legte sie gemeinsam mit Ingebrigt Håker Flaten und Paal Nilssen-Love, mit denen sie in Europa tourte, das Album Live! at SuperDeluxe (Idiolect/Bomba) vor. Mit Peter Brötzmann und Nilssen-Love bildet sie ein Trio (Head On, Idiolect, 2008). Auf dem Unlimited Festival in Wels trat sie mit Brötzmanns Chicago Tentet auf und spielte ein Concert for Fukushima; dort musizierte sie auch mit Okkyung Lee und Xu Fengxia (Long Story Short). Weiterhin spielte sie mit Musikern wie Mark Dresser, Akira Sakata, Fred Frith, Chris Cutler, Yoshihide Otomo, Saadet Türköz, Ned Rothenberg, Lauren Newton, Hans Reichel, Mino Cinelu, Satoko Fujii, Joëlle Léandre, Kazutoki Umezu, Carl Stone, Christian Marclay, Zeena Parkins, Masahiko Sato, Billy Bang, Keiji Haino, Jason Roebke oder Steven Wilson.

## Diskographische Hinweise
- 1999: Shizuku
- 2005: Seventeen

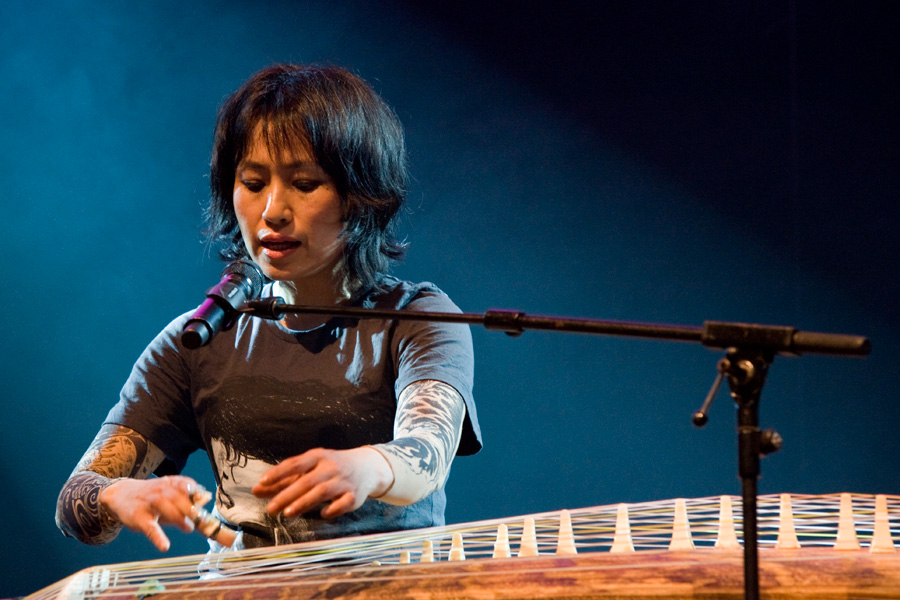
Michiyo Yagi (Moers 2011)

- 2010: Reflexions mit Elliott Sharp
- 2010: Paal Nilssen-Love, Michiyo Yagi, Peter Brötzmann: Volda
- 2015: Michiyo Yagi / Joe McPhee / Lasse Marhaug / Paal Nilssen-Love: Soul Stream
- 2017: Michiyo Yagi, Ingebrigt Håker Flaten, Paal Nilssen-Love: Decayed (Live! At Aketa No Mise)
- 2019: Into the Forest [森の中へ]